# Phan Thiết (phường cũ)
Phan Thiết là một phường thuộc thành phố Tuyên Quang, tỉnh Tuyên Quang, Việt Nam.

## Địa lý
Phường Phan Thiết có diện tích 1,38 km², dân số năm 2022 là 13.572 người, mật độ dân số đạt 9.834 người/km².

## Hành chính
Phường Phan Thiết được chia thành 18 tổ dân phố: 1, 2, 3, 4, 5, 6, 7, 8, 9, 10, 11, 12, 13, 14, 15, 16, 17, 18.

## Lịch sử
Đầu năm 1968, thành lập tiểu khu Phan Thiết (sau là phường Phan Thiết).
Ngày 27 tháng 12 năm 1975, Quốc hội ban hành Nghị quyết về việc thành lập tỉnh Hà Tuyên trên cơ sở tỉnh Tuyên Quang và tỉnh Hà Giang. Khi đó, phường Phan Thiết thuộc thị xã Tuyên Quang, tỉnh Hà Tuyên.
Ngày 12 tháng 8 năm 1991, Quốc hội ban hành Nghị quyết về việc chia tỉnh Hà Tuyên thành tỉnh Tuyên Quang và tỉnh Hà Giang. Khi đó, phường Phan Thiết thuộc thị xã Tuyên Quang, tỉnh Tuyên Quang.
Ngày 2 tháng 7 năm 2010, Chính phủ ban hành Nghị quyết số 27/NQ-CP về việc thành lập thành phố Tuyên Quang thuộc tỉnh Tuyên Quang. Phường Phan Thiết trực thuộc thành phố Tuyên Quang.
Tính đến ngày 31 tháng 12 năm 2010, phường Phan Thiết có 36 tổ dân phố: 1, 2, 3, 4, 5, 6, 7, 8, 9, 10, 11, 12, 13, 14, 15, 16, 17, 18, 19, 20, 21, 22, 23, 24, 25, 26, 27, 28, 29, 30, 31, 32, 33, 34, 35, 36.
Ngày 19 tháng 3 năm 2019, HĐND tỉnh Tuyên Quang ban hành Nghị quyết số 02/NQ-HĐND về việc:
- Thành lập tổ dân phố 1 trên cơ sở tổ dân phố 2 và tổ dân phố 36.
- Thành lập tổ dân phố 2 trên cơ sở tổ dân phố 1 và tổ dân phố 3.
- Thành lập tổ dân phố 3 trên cơ sở tổ dân phố 5 và tổ dân phố 7.
- Thành lập tổ dân phố 4 trên cơ sở tổ dân phố 9 và tổ dân phố 10.
- Thành lập tổ dân phố 5 trên cơ sở tổ dân phố 11 và tổ dân phố 12.
- Sáp nhập tổ dân phố 13 vào tổ dân phố 6.
- Thành lập tổ dân phố 7 trên cơ sở 3 tổ dân phố: 8, 14, 15.
- Thành lập tổ dân phố 8 trên cơ sở tổ dân phố 16 và tổ dân phố 17.
- Thành lập tổ dân phố 9 trên cơ sở tổ dân phố 18 và tổ dân phố 19.
- Thành lập tổ dân phố 10 trên cơ sở tổ dân phố 20 và tổ dân phố 21.
- Thành lập tổ dân phố 11 trên cơ sở tổ dân phố 32 và tổ dân phố 33.
- Thành lập tổ dân phố 12 trên cơ sở tổ dân phố 31.
- Thành lập tổ dân phố 13 trên cơ sở tổ dân phố 35.
- Thành lập tổ dân phố 14 trên cơ sở tổ dân phố 29 và tổ dân phố 30.
- Thành lập tổ dân phố 15 trên cơ sở tổ dân phố 28 và tổ dân phố 34.
- Thành lập tổ dân phố 16 trên cơ sở tổ dân phố 25 và tổ dân phố 27.
- Thành lập tổ dân phố 17 trên cơ sở 3 tổ dân phố: 23, 24, 26.
- Thành lập tổ dân phố 18 trên cơ sở tổ dân phố 4 và tổ dân phố 22.

Phường Phan Thiết có 18 tổ dân phố: 1, 2, 3, 4, 5, 6, 7, 8, 9, 10, 11, 12, 13, 14, 15, 16, 17, 18.